# برونو مورا
برونو مورا (بالإيطالية: Bruno Mora)‏ (مواليد 29 مارس 1937) هو لاعب كرة قدم. يلعب مع منتخب إيطاليا لكرة القدم. سبق له أن لعب في كأس العالم لكرة القدم مع منتخب بلاده.

## مسيرته الكروية
لعب برونو مورا خلال مسيرته الاحترافية مع 4 أندية في خمسة عشر موسمًا وسجل خلالها 63 هدفًا ضمن 265 مباراة. حيث فاز في موسم واحد بالكأس وفي موسمين بالدوري.
خاض برونو مورا مسيرته مع نادي سامبدوريا في موسم 1957–58 ليلعب معه أربعة مواسم، مشاركًا في 71 مباراة سجل خلالها 19 هدفًا. ثم انتقل إلى نادي يوفنتوس في موسم 1960–61 ولمدة موسمين، حيث شارك في 54 مباراة سجل خلالها 17 هدفًا. لينتقل بعدها إلى نادي إيه سي ميلان في موسم 1962–63 ليلعب معه سبعة مواسم، مشاركًا في 116 مباراة سجل خلالها 27 هدفًا. ثم انتقل إلى نادي بارما في موسم 1969–70 ولمدة موسمين، مشاركًا في 24 مباراة ولم يسجل أي هدف.

## روابط خارجية
- برونو مورا على موقع الاتحاد الدولي (مؤرشف)  (الإنجليزية)
- برونو مورا على موقع الاتحاد الأوربي (الإنجليزية)
- برونو مورا على موقع قاعدة بيانات كرة القدم.إي يو (الإنجليزية)
- برونو مورا على موقع ناشيونال فوتبول تيمز (الإنجليزية)
- برونو مورا على موقع عالم كرة القدم.نت (الإنجليزية)